# 両国ピーターパン2015〜DDTより愛をこめて〜
『両国ピーターパン2015〜DDTより愛をこめて〜』（りょうごくピーターパンにせんじゅうご〜DDTよりあいをこめて〜）は、日本のプロレス団体DDTプロレスリングによる、両国国技館で行われた興行である。

## 概要
- 2014年の両国国技館大会終了後の高木三四郎による大会総括にて次期大会開催を発表。
- KO-D無差別王座戦は坂口征夫がKUDOを下して初戴冠。両国国技館での王座戴冠は飯伏幸太・HARASHIMA・KUDOに次いで4人目。その他、棚橋弘至とHARASHIMAによるエース対決、引退ロード真っ只中の天龍源一郎の参戦、LiLiCoのプロレスデビューなど、注目カードが目白押しの大会となった。また、毎年恒例の両国全域路上マッチはこの年は開催されなかった。
- 大会一ヶ月前に前売りが完売したため、ステージ上のスクリーンが一部見えない「見切れ席」を初めて販売。これも当日完売となり、札止めとなる。
- 例年、両国大会はFIGHTING TV サムライにて当日録画として中継されていたが、今大会は初めて完全生中継を実施した。また、10月18日には前年同様テレビ東京で録画放送された。

## 全試合結果
| キング・オブ・ダーク選手権試合 |                                               |                                                              |
| ●伊橋剛太 （第3代王者） | 5分15秒 横入り式エビ固め                      | “ハリウッド”ストーカー市川◯ （挑戦者）                       |
| 第3代王者の伊橋が8度目の防衛に成功 |                                               |                                                              |
| オープニングマッチ 井上麻生＆渡瀬瑞基デビュー戦 |                                               |                                                              |
| ヤス・ウラノ ○彰人 中津良太 | 10分7秒 サソリ固め                            | 梅田公太 井上麻生 渡瀬瑞基●                                  |
| 第2試合 時間差入場タッグバトルロイヤル |                                               |                                                              |
| 出場選手(入場順) MIKAMI＆勝俣瞬馬、グレート小鹿＆ゴージャス松野、松永智充＆岩崎孝樹、紫雷美央＆星誕期、福田洋＆ヨシヒコ、大鷲透＆平田一喜、アジャ・コング＆大石真翔、LiLiCo＆宮武俊 |                                               |                                                              |
| ◯松永＆岩崎 | 1分33秒 OTR                                   | MIKAMI＆勝俣●                                                |
| ◯紫雷＆星 | 2分58秒 OTR（小鹿の誤爆から）                 | 小鹿＆松野●                                                  |
| 福田＆◯ヨシヒコ | 4分0秒 合体ダイビング・ボディープレス         | 紫雷●＆星●                                                   |
| ◯アジャ＆大石 | 9分0秒 OTR                                    | 松永●＆岩崎                                                  |
| ◯アジャ＆大石 | 9分12秒 OTR                                   | 福田＆ヨシヒコ●                                              |
| ◯アジャ＆大石 | 9分36秒 バックドロップ                        | 大石＆平田●                                                  |
| ◯アジャ＆大石 | 16分41秒 垂直落下式ブレーンバスター           | LiLiCo＆宮武●                                                |
| 第3試合 ウチコミ！presents DDT EXTREME級ブラインドフォール・ブラジャーストリッピング・タイガートラップデスマッチ |                                               |                                                              |
| ◯アントーニオ本多 （第33代王者） | 15分10秒 ブラジャー剥ぎ取り                   | マサ高梨● （挑戦者）                                         |
| 第33代王者の本多が初防衛に成功 |                                               |                                                              |
| 第4試合 遠藤哲哉復帰戦 |                                               |                                                              |
| ◯竹下幸之介 | 13分32秒 ジャーマン・スープレックス・ホールド | 遠藤哲哉●                                                    |
| 第5試合 天龍源一郎引退ロード第16戦 |                                               |                                                              |
| 天龍源一郎 ○高木三四郎 赤井沙希 | 13分9秒 シットダウンひまわりボム              | 石川修司 樋口和貞● 里村明衣子                                |
| 第6試合 KO-D6人タッグ選手権試合 |                                               |                                                              |
| 石井慧介 入江茂弘 ◯高尾蒼馬 （第19代王者） | 12分35秒 ジントニック                         | 男色ディーノ スーパー・ササダンゴ・マシン 大家健● （挑戦者） |
| 第19代王者組チーム・ドリフが5度目の防衛に成功 |                                               |                                                              |
| 第7試合 KO-Dタッグ選手権試合 |                                               |                                                              |
| ●関本大介 岡林裕二 （第51代王者組） | 18分39秒 フェニックススプラッシュ             | 飯伏幸太◯ 佐々木大輔 （挑戦者組）                            |
| 第51代王者組の関本＆岡林が5度目の防衛に失敗、飯伏＆佐々木が第52代王者組となる |                                               |                                                              |
| 第8試合 ドラマティック・ドリームマッチ |                                               |                                                              |
| ●HARASHIMA | 19分0秒 ハイフライフロー                      | 棚橋弘至◯                                                    |
| 試合後、棚橋が試合内容に不満を持ち「俺は珍しく怒ってるよ。グラウンドで競おうとか、打撃で競おうとか、技で競おうとか、ナメちゃダメでしょ。ナメたらダメでしょ。これは悪い傾向にあるけど、全団体横一列で見てもらっては困る！ロープの振り方、受け身、クラッチのこの一個の細かい所にいたるまで違うんだから。『技が上手だね』『マスクが良いね』『筋肉がすごいね』じゃないところで俺らは仕事してるから！」と発言。後日、リベンジマッチでHARASHIMAと棚橋は和解するものの、後に棚橋の横一線発言としてDDT（引いては社長である髙木三四郎）のコンプレックスとして深く禍根を残す事になる。 |                                               |                                                              |
| メインイベント KO-D無差別級選手権試合 |                                               |                                                              |
| ●KUDO （第53代王者） | 21分20秒 神の右膝                             | 坂口征夫◯ （挑戦者）                                         |
| 第53代王者KUDOが初防衛に失敗、坂口が第54代王者となる |                                               |                                                              |